# Mettekoe

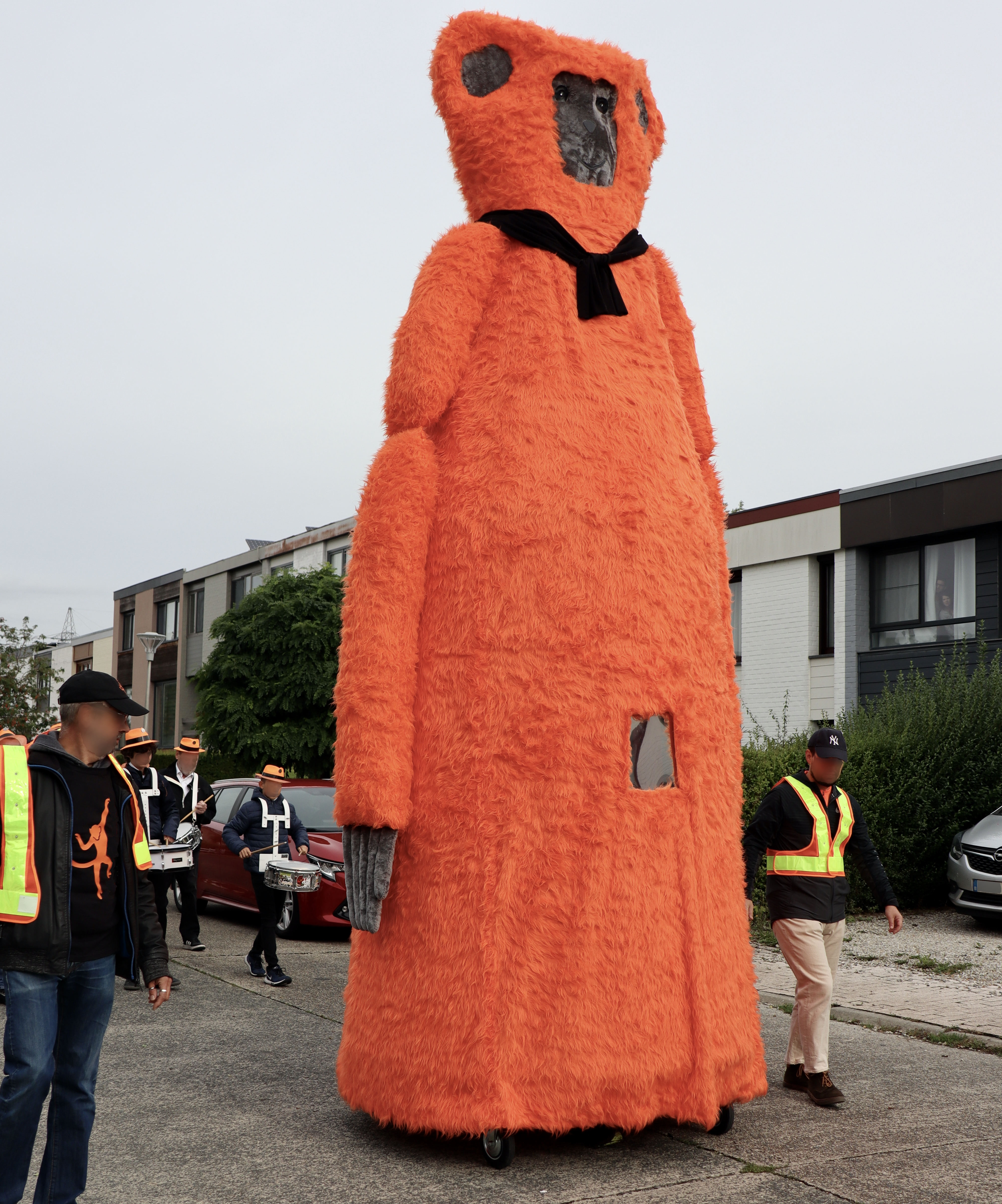
Mettekoe lors de sa première sortie à Petit-Enghien en 2022

Mettekoe est un géant folklorique né à Petit-Enghien en Belgique le 23 août 2022 et baptisé le 18 septembre de la même année. Mettekoe signifie singe en enghiennois. Cet imposant simien de 4,90m et 210 kg bâti sur une structure en bois représente un orang-outan, grand singe au pelage orange. Son costume a été confectionné à la main avec plus de 30 m² de fourrure synthétique et 800m de fil à coudre.

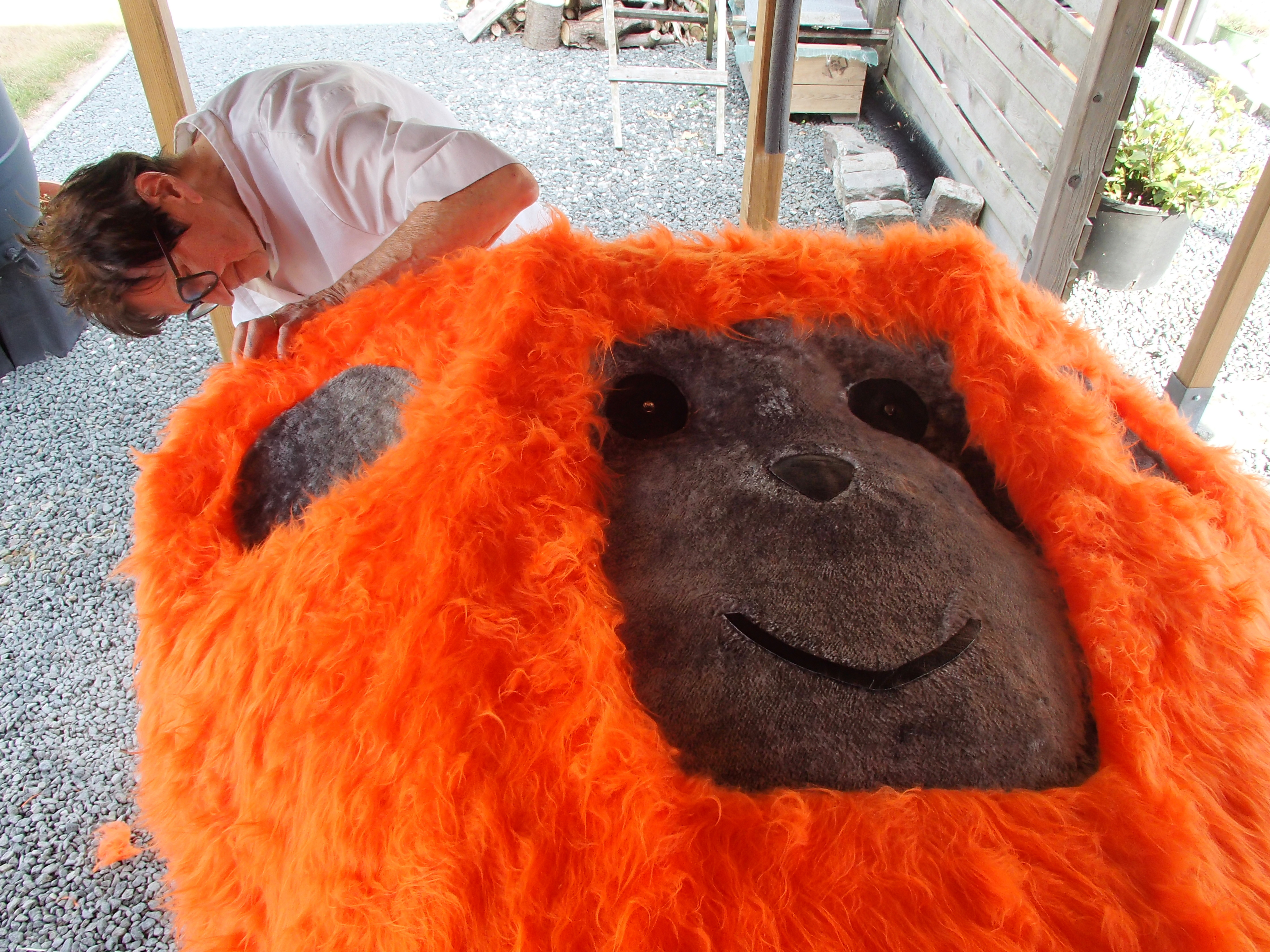
Construction de la tête de Mettekoe en 2022

Mettekoe est la mascotte de l'association caritative Les Amis de Mettekoe, dont le but est de récolter des fonds pour aider les orangs-outans de Bornéo, qui souffrent de la déforestation et du braconnage. Réunis autour de leur géant, ces bénévoles organisent régulièrement des événements comme des sorties entre géants, des concerts ou d'autres activités caritatives.
Mettekoe est un géant engagé et volontairement empreint de belgitude. Il vise à attirer l'attention sur la protection des orangs-outans et sur la capacité de l'humain à réparer les torts qu'il peut causer à son environnement.
Au cours du printemps 2023, Mettekoe a été repéré par le collectif Petticoat Government lors d'une de ses sorties et invité à représenter la Belgique, avec quelques autres géants, lors de l'Exposition internationale d'art contemporain de la Biennale de Venise en 2024,,,,